# شوشانا أربيلي ألموزلينو
شوشانا أربيلي ألموزلينو ((بالعبرية: שושנה ארבלי-אלמוזלינו)، 26 يناير 1926 12 يونيو 2015) هي سياسية إسرائيلية وعضوة الكنيست عن حزب العمل الإسرائيلي وحزب معراخ بين سنوات 1965 و 1992. كما شغلت منصب وزير الصحة بين سنوات 1986 و 1988.

## حياتها
ولدت في الموصل بالعراق وهي واحدة من 6 أبناء لوالدها التاجر «شموئيل بنيامين أربيلي»، ووالدتها «سافرا»، انضمت خلال شبابها لحركة يهودية تدعى "HeHalutz" وسُجِنت على إثر ذلك.
هاجرت ضمن حملة عليا إلى فلسطين الانتدابية في 1947. ولحقت بها عائلتها خلال عملية عزرا ونحميا في 1951. انضمت إلى حزب العمل الإسرائيلي في 1948، وأصبحت ضمن سكرتارية الحزب في فرع رمات غان وجفعاتايم. وكانت من بيين مؤسسي فرع الحزب في كيبوتس. بين 1952 و 1957 عملت كمنسقة في مكتب شؤون المرأة الخاص بالحزب في رمات غان، ثم في مكتب شؤون اليافعين بين 1957 و 1959.

## عملها
في سبتمبر 1984 عينت كنائبة لوزير الصحة، ثم بعدها بسنتين أصبحت وزيرة للصحة في حكومة إسحاق شامير. لكنها خسرت مقعدها بعد سنتين خلال الانتخابات التشريعية الإسرائيلية 1988 في الحكومة، قبل أن تخسر مقعدها في الكنيست خلال ابتخابات 1992 بعد 26 عاما قضته في الكنيست.

## الزواج
في 1965، وفي سن 39 تزوجت من «ناتان ألموزلينو» الذي كان أرملا بعد وفاة زوجته الأولى «بيلينا»، ولم يرزقا بأي أطفال إلا أن ناتان كان له طفلين من زوجته الأولى.

## وفاتها
توفيت في 12 يونيو 2015 عن عمر يناهز 89 سنة بعد معاناتها مع مرض آلزهايمر.